# Dracula mopsus
Dracula mopsus es una especie de orquídea epifita. Esta especie se distribuye en Ecuador.

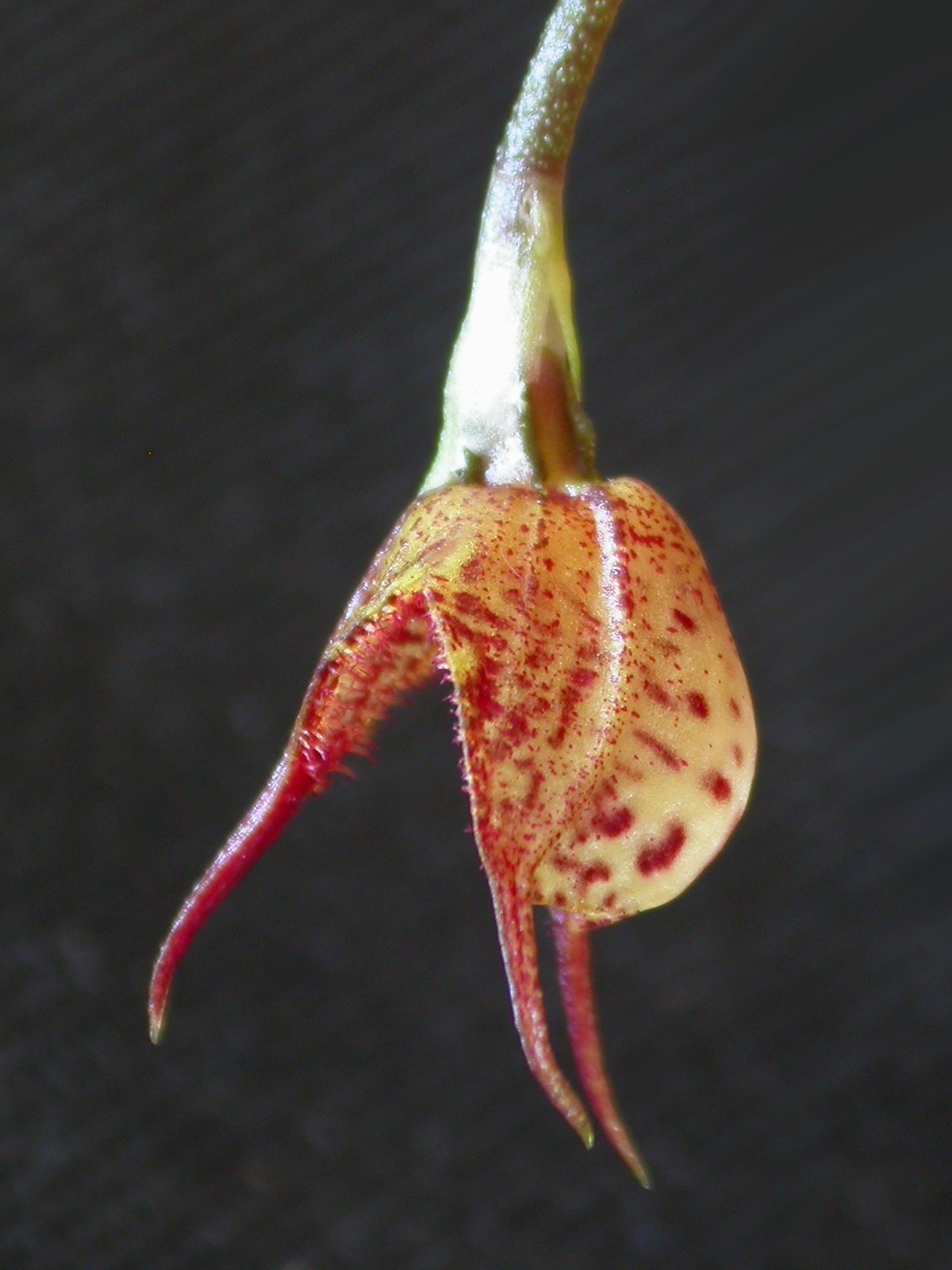
Flor

## Descripción
Es una orquídea de tamaño pequeño, con hábito de epifita y con ramicaules muy cortos delgados, erguidos, que están envuelto basalmente por 2-3 vainas sueltas, tubulares y que llevan una sola hoja, apical, erecta, estrecha elíptica que es conduplicada abajo en el pecíolo. Florece a partir de invierno hasta el verano in situ en una inflorescencia colgante, de 15 cm  de largo, bracteadas, sucesivamente con 1-2 flores que surgen desde la base de la ramicaule.

## Distribución y hábitat
Se encuentra en el sur de Ecuador en los bosques nublados montanos a 400-1500 metros de elevación.    

## Taxonomía
Dracula mopsus fue descrita por (F.Lehm. & Kraenzl.) Luer y publicado en Selbyana 2(2,3): 197. 1978.
Etimología
Dracula: nombre genérico que deriva del latín y significa: "pequeño dragón", haciendo referencia al extraño aspecto que presenta con dos largas espuelas que salen de los sépalos.
mopsus; epíteto latíno que significa "como peludo".
Sinonimia
- Masdevallia mopsus F.Lehm. & Kraenzl.
- Masdevallia triceratops Luer[5][6]